# Szamoa a 2013-as úszó-világbajnokságon
Szamoa három úszóval vett részt a 2013-as úszó-világbajnokságon, akik hat versenyszámban indultak.

## Úszás
Férfi
| Versenyző        | Verseny                | Selejtező | Selejtező | Elődöntő | Elődöntő | Döntő             | Döntő             |
| Versenyző        | Verseny                | Idő       | Helyezés  | Idő      | Helyezés | Idő               | Helyezés          |
| ---------------- | ---------------------- | --------- | --------- | -------- | -------- | ----------------- | ----------------- |
| Brandon Schuster | 400 méteres gyorsúszás | 4:29.60   | 47        |          |          | Nem jutott tovább | Nem jutott tovább |
| Brandon Schuster | 800 méteres gyorsúszás | 9:27.45   | 34        |          |          | Nem jutott tovább | Nem jutott tovább |

Női
| Versenyző    | Verseny                | Selejtező | Selejtező | Elődöntő          | Elődöntő          | Döntő             | Döntő             |
| Versenyző    | Verseny                | Idő       | Helyezés  | Idő               | Helyezés          | Idő               | Helyezés          |
| ------------ | ---------------------- | --------- | --------- | ----------------- | ----------------- | ----------------- | ----------------- |
| Evelina Afoa | 50 méteres hátúszás    | 31.67     | 45        | Nem jutott tovább | Nem jutott tovább | Nem jutott tovább | Nem jutott tovább |
| Evelina Afoa | 100 méteres hátúszás   | 1:09.11   | 43        | Nem jutott tovább | Nem jutott tovább | Nem jutott tovább | Nem jutott tovább |
| Monica Saili | 400 méteres gyorsúszás | 4:55.49   | 36        |                   |                   | Nem jutott tovább | Nem jutott tovább |
| Monica Saili | 800 méteres gyorsúszás | 10:11.46  | 37        |                   |                   | Nem jutott tovább | Nem jutott tovább |